# Selbstverwaltung in Fatsa
Die Selbstverwaltung in Fatsa war das Experiment einer kollektiven Selbstverwaltung in Fatsa, einer türkischen Kreisstadt am Schwarzen Meer, unter dem Bürgermeister Fikri Sönmez zwischen Oktober 1979 und Juli 1980, das durch militärische Intervention gestoppt wurde.

## Die Wahlen von 1979
Nachdem drei Attentate auf ihn fehlgeschlagen waren, wurde der Schneider Fikri Sönmez am 18. Oktober 1979 als unabhängiger Kandidat mit 62 % der Stimmen zum Bürgermeister gewählt. Dies konnte als das Ergebnis einer Politisierung angesehen werden, die in den 1960er Jahren mit der Gründung eines Kulturvereins und eines Ortsverbandes der Arbeiterpartei der Türkei sowie der Besetzung der Genossenschaft für Haselnüsse (Fiskobirlik) begonnen hatte und in den 70er Jahren mit der Einrichtung eines Volkshauses und den Aktivitäten der Lehrervereinigung TÖB-DER fortgesetzt wurde. Das Programm, mit dem Fikri Sönmez angetreten war, sah eine Art von Selbstverwaltung vor, bei der die Vorschläge aus lokalen Komitees kamen, von der Verwaltung auf Praktikabilität geprüft wurden, um sodann in den Komitees beschlossen und umgesetzt zu werden. Dieses Modell lehnte sich an die Vorstellung der Widerstandskomitees an, wie sie von der Bewegung Devrimci Yol (dt.: Revolutionärer Weg) propagiert wurde.

## Die Selbstverwaltung
Schon bald nach den Wahlen wurde ein Aktionsprogramm beschlossen. Dazu gehörte das Anlegen von Straßen in Sumpfgebieten. In Eigenarbeit wurde mit tatkräftiger Unterstützung von Menschen aus umliegenden Ortschaften das Vorhaben, das mehrere Jahre dauern sollte, in sechs Tagen erledigt. Zu weiteren Maßnahmen gehörte die Verbilligung des öffentlichen Transportes, kostengünstigere Herstellung von Brot und eine Modernisierung der Feuerwehr. Bekannt wurde das Experiment in Fatsa durch ein Volksfest ("Fatsa Halk Şenliği") vom 08. bis zum 14. April 1980. Neben viel Lob gab es aber auch scharfe Kritik, vor allem durch die konservative Presse, wie z. B. die Tageszeitung Tercüman.

## Generalprobe für den Putsch: die so genannte „Punktoperation“
Während es im Juli 1980 zum Pogrom von Çorum mit über 30 Toten kam, gab Premierminister Süleyman Demirel die Losung aus: Vergesst Çorum und schaut nach Fatsa. Die Tageszeitung Hürriyet gab den Startschuss für den Einsatz des Militärs, indem sie am 10. Juli 1980 über die angebliche Entführung zweier Offiziere berichtete. Später stellte sich heraus, dass sie sich mit Prostituierten vergnügt hatten.
Bei der „Punktoperation“ (nokta operasyon) wurden Einheiten aus Izmir, Erzurum, Konya, Bolu und umliegenden Provinzen eingesetzt. Insgesamt 10 vermummte Personen, von denen sich später herausstellte, dass 5 als militante Rechtsextremisten gesucht wurden, zeigten auf Verdächtige und sorgten für die Festnahme von 390 Personen, von denen jedoch nur 6 in Untersuchungshaft kamen. Unter ihnen war der Bürgermeister Fikri Sönmez. Er soll unter schwerer Folter verhört worden sein. Im Verlauf von weiteren militärischen Operationen in umliegenden Ortschaften wurden weitere Foltervorwürfe laut. Bis zum Militärputsch vom 12. September 1980 beruhigte sich die Situation in und um Fatsa nicht.

## Prozess vor dem Militärgericht Amasya
Am 12. Januar 1983 wurde vor dem Militärgericht in Amasya das Verfahren gegen 759 Angeklagte aus Fatsa und Umgebung eröffnet. In 268 Fällen forderte der Militärstaatsanwalt die Todesstrafe. Den Angeklagten wurden neben einer Vielzahl zumeist ungeklärter politischer Morde u. a. vorgeworfen: - der Strategie von Devrimci Yol entsprechend unter der Bezeichnung Stadtkomitees Widerstandkomitees gegründet und bei den Wahlen dazu eine aktive Rolle gespielt zu haben; - zusammen mit anderen Militanten Volksgerichte gegründet und dort Urteile über die Bürger gefällt zu haben; - den Wagenpark der Stadt für Demonstrationen und Kundgebungen zur Verfügung gestellt zu haben; - im Volkshaus in Fatsa zusammen mit anderen Militanten Seminare veranstaltet zu haben. Am 4. Mai 1985 verstarb Fikri Sönmez im Gefängnis an Herzversagen.
Bis zum Jahre 1988 war die Zahl der Angeklagten auf 811 angestiegen. Am Schluss wurden 8 Angeklagte zum Tode verurteilt, 14 erhielten eine lebenslange Haftstrafe und 100 Angeklagte wurden zu Haftstrafen zwischen 1 und 6 Jahren verurteilt.
Die Tageszeitung Yeni Politika vom 6. Juli 1995 berichtete vom Revisionsverfahren der im Fatsa-Prozess Angeklagten vor der 11. Strafkammer des Kassationshofs. Danach gab es noch 460 Angeklagte, von denen 149 freigesprochen wurden. Die Freisprüche wurden bestätigt. Ebenso die Entscheidung, in 64 Fällen auf Verjährung zu entscheiden. Auf der anderen Seite wurde für 20 Angeklagte die Todesstrafe gefordert.